# Oberea baliana
Oberea baliana là một loài bọ cánh cứng trong họ Cerambycidae.